# Peavine (Oklahoma)
Peavine es un lugar designado por el censo ubicado en el condado de Adair en el estado estadounidense de Oklahoma. En el Censo de 2010 tenía una población de 423 habitantes y una densidad poblacional de 27,91 personas por km².

## Geografía
Peavine se encuentra ubicado en las coordenadas 35°54′1″N 94°36′24″O / 35.90028, -94.60667. Según la Oficina del Censo de los Estados Unidos, Peavine tiene una superficie total de 24.39 km², de la cual 24.22 km² corresponden a tierra firme y (0.7%) 0.17 km² es agua.

## Demografía
Según el censo de 2010, había 423 personas residiendo en Peavine. La densidad de población era de 27,91 hab./km². De los 423 habitantes, Peavine estaba compuesto por el 41.37% blancos, el 0.47% eran afroamericanos, el 47.04% eran amerindios, el 0% eran asiáticos, el 0% eran isleños del Pacífico, el 0.71% eran de otras razas y el 10.4% pertenecían a dos o más razas. Del total de la población el 3.31% eran hispanos o latinos de cualquier raza.